# Georges-Henri Wenick
Georges-Henri Wenick (* um 1718 in Visé; † um 1760 in Cassino, Italien) war ein Komponist und Organist der Vorklassik aus dem Hochstift Lüttich im heutigen Belgien.

## Leben

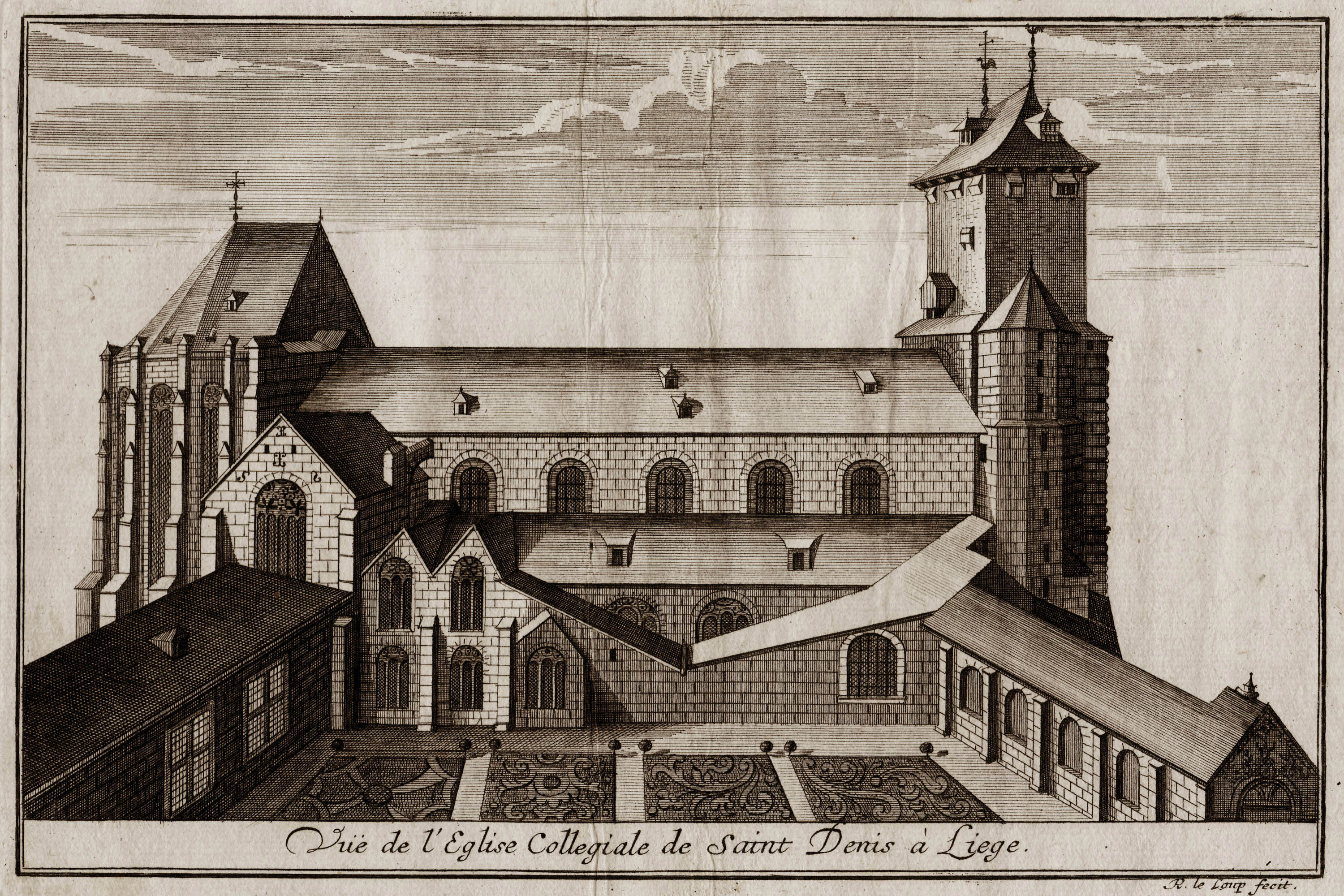
Zeitgenössische Gravur der Stiftskirche Saint-Denis, Lüttich

Georges-Henri Wenick erhielt seine Ausbildung im damaligen Stift Saint-Paul in Lüttich durch seine beiden Verwandten Corneille und Nicolas-Henri de Tiège. Nach seiner Ausbildung bekleidete Wenick eine Organistenstelle in Aachen. Ab April 1740 war er Organist an der Stiftskirche Saint-Denis in Lüttich, zwei Jahre später wurde er zum Priester geweiht. In dieser Zeit betreute er die Chorknaben. In den Lebenserinnerungen des bekanntesten derselben, des Komponisten Grétry, finden sich erschütternde Details darüber, wie der sadistisch veranlagte Wenick die ihm anvertrauten kleinen Sänger quälte.
Bedingt durch Zwistigkeiten mit Mitgliedern des Kapitels wurde er 1750 nach Rom beordert. Dort war Wenick regelmäßig in der sogenannten „Fondation Darchis“, auch Lütticher Kolleg genannt, anzutreffen. Wenick wurde in Abwesenheit im März 1753 von allen klösterlichen Funktionen entbunden. Seine Habe wurde ein Jahr später verkauft, um seine Schuldner zu bedienen. Der Lütticher Komponist Jean-Noël Hamal berichtete, dass Wenick ab 1754 eine Organistenstelle in italienischen Cassino hatte.

## Werke (Auswahl)
Überliefert sind 2 Messen (1737 und 1742), ein "Ecce panis angelorum" (1740) sowie mehrere Motetten. Die Handschriften befinden sich zum Teil in der Bibliothek des Lütticher Konservatoriums. Wenicks Werke sind geprägt von italienischen Einflüssen.